# Arnold (Nottinghamshire)
Arnold (IPA: [ˈɑːr.nəld]) mezőváros az angliai Nottinghamshire megyében, Kelet-Közép-Angliában.
Nottingham városhatárától északkeletre található. Arnoldnak van a legnagyobb városközpontja Gedling kerületben, egyben a legjelentősebb Greater Nottinghamben. Gedling kerület városi tanácsa Arnoldban található. 1968 óta Arnoldnak saját piaca van, és a város harisnyaipara is jelentős. A Nottinghamshire-i rendőrség székhelye 1979 óta a településen található. A 2011. évi népszámláláskor Arnold lakossága 37 768 fő volt.

## Fordítás
- Ez a szócikk részben vagy egészben  az   Arnold, Nottingham című angol Wikipédia-szócikk fordításán alapul.  Az eredeti cikk szerkesztőit annak laptörténete sorolja fel. Ez a jelzés csupán a megfogalmazás eredetét és a szerzői jogokat jelzi, nem szolgál a cikkben szereplő információk forrásmegjelöléseként.